# Vigilio De Grassi
Vigilio De Grassi (Grado, 20 febbraio 1889 – Grado, 19 marzo 1967) è stato un architetto e urbanista italiano.

## Biografia
De Grassi nacque il 20 febbraio del 1889 da Francesco De Grassi, segretario comunale e Matilde Marchesini, sorella di ben tre dei Podestà del Comune di Grado.
Completati gli studi a Gorizia, dove frequentò le Scuole Reali Superiori assieme a Biagio Marin, amico e vicino di casa, che ritrovò anche a Vienna , si iscrisse all'Università tecnica (in tedesco Technische Universität Wien). Qui dovette interrompere gli studi a causa dello scoppio della prima guerra mondiale. Solamente nel 1919 poté chiedere il riconoscimento degli esami sostenuti fino ad allora e conseguire quindi, al Politecnico di Torino, nel 1920 la laurea in architettura e ingegneria..
Dopo la laurea frequentò, come tirocinante, lo studio dell'architetto Provino Valle e successivamente aprì il suo studio professionale, assieme al fratello minore Placido, ingegnere, a Grado. Il suo operato non uscì quasi mai, se non in rari casi, al di fuori di quel contesto che, per tutta la sua carriera di progettista, rappresentò un gigantesco programma di sviluppo della località balneare gradese: Grado diventò per De Grassi una ragione di vita al punto da focalizzare i suoi interessi, e di conseguenza i suoi progetti, sull'attuazione di una trasformazione che rinnovò in breve tempo il millenario aspetto dell'isola. Grazie a progetti di bonifica, alla redazione di Piani Regolatori e alla progettazione puntuale di edifici pubblici, dagli albori del Novecento, i suoi interventi cambiarono la morfologia dell'isola e il rapporto della città con il suo territorio, arrivato a raddoppiare la sua estensione in poco più di trent'anni.
Tra i principali progetti pubblici realizzati si trovano il Palazzo Municipale, la Casa del Balilla, le Terme Marine (primo edificio in Italia ad esser costruito con le caratteristiche di Stabilimento Idroterapico) e, per il Magistrato delle Acque di Venezia, la rilevazione idrogeologica della laguna.  Il progetto più ampio e complesso è sicuramente quello relativo al risanamento del centro storico (1947): nella città vecchia, ossia nella parte dell'abitato che si trovava entro i limiti della cinta romana della città, adiacente alla città nuova adibita a luogo di cura e di soggiorno, venne avviato un imponente programma di tutela della salute pubblica. Attraverso la progettazione della rete idrica, di quella fognaria ma soprattutto grazie al consolidamento delle case pericolanti, e alla progettazione di tutti i nuovi ambienti atti ad ospitare i servizi (nella maggior parte dei casi prevedendo degli avancorpi), Grado poté migliorare i servizi offerti ai turisti, ma soprattutto la propria immagine.
Tra le bonifiche realizzate troviamo le colmate delle zone Rotta – Primero, della zona paludosa di San Vito, della Sacca dei Moreri (zona conosciuta oggi come “Città Giardino”), dell'area adiacente al Canale della Schiusa (oggi “Isola della Schiusa”).
Definito dall'amico Giovanni Brusin, illustre archeologo ed epigrafista di livello accademico, “il miglior conoscitore dei monumenti di Grado”, fin da bambino coltivò una forte passione per la storia locale. A partire dal 1922 dedicò anima e corpo al lavoro del restauro dei monumenti gradesi: il primo restauro interessò la chiesa di Santa Maria delle Grazie, nella quale, l'iconostasi e il presbiterio con la base dell'antichissimo altare giustamente sistemato, ricordano la sua opera..
Biagio Marin descrisse, con la solita maestria, la passione di De Grassi: […] Vigilio avrebbe dato nuovo volto alle nostre antiche chiese, deturpate dalle superstrutture, dalle mutilazioni barocche. Per primo tra noi, s'era reso conto dello scempio che era avvenuto, e ci aveva insegnato a vedere con occhi più intelligenti, i monumenti che per tanti secoli avevano costituito il cuore del nostro paese. Ché Grado, la Grado della nostra prima infanzia, altro non era che quei tre edifici sacri. […] E cominciò a illustrarci quale doveva essere la primitiva bellezza di quegli edifici: già disegnava schizzi e prospetti perché meglio vedessimo ciò che ancora si nascondeva agli occhi di tutti..
Si deve inoltre ricordare Vigilio De Grassi in quanto autore della prima carta archeologica lagunare: la storia dell'archeologia lagunare, come disciplina specifica, in Italia, ha inizio proprio nella laguna di Grado ed è nota per la sua importanza in quanto la ricerca compiuta da De Grassi venne effettuata sia in ambiente umido sia in ambiente subacqueo..
Vigilio De Grassi si spense a Grado il 19 marzo 1967.

## Architettura e urbanistica - Cronologia opere principali
- 1924 Progetto Hotel Adria, Grado
- 1925 Progetto Villa Grazia, Grado

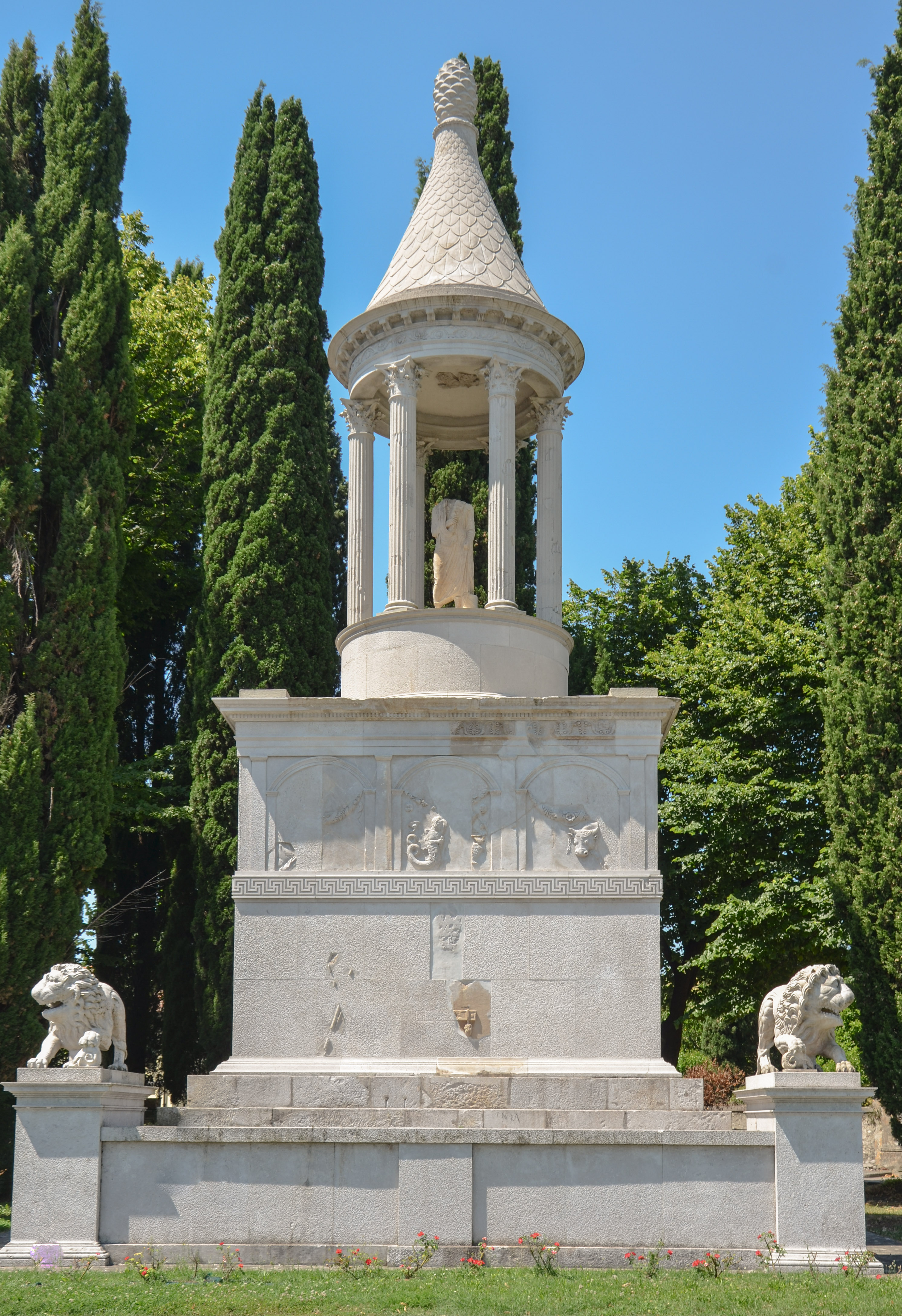
Mausoleo Candia, Aquileia.

- 1925 Progetto Villa Camuffo (oggi Vialla Abano), Grado
- 1925 Progetto Hotel Metropole (restauro e ampliamento), Grado
- 1927 Casa economica per gli impiegati municipali (residenza di Vigilio De Grassi, Biagio Marin e Aldo Smareglia), Grado
- 1927 Progetto dépendance Villa Gaides, meglio conosciuto come "Castelletto" Grado
- 1929 Progetto Municipio, Grado
- 1929 Progetto Casa del Balilla (oggi Auditorium Biagio Marin), Grado
- 1930 Inizio lavori fognatura "Città Vecchia", Grado
- 1931 Progetto Terme Marine - Stabilimento Idroterapico, Grado
- 1932 Progetto Ponte Littorio (primo collegamento dell'isola con la terraferma), Grado
- 1935 Progetto Villa Zelenka, Trieste
- 1939 Progetto Villa Gespez, Abbazia
- 1940 Progetto Palazzo Adria (riconversione), Fiume
- 1941 Progetto "Terrazza a mare", Grado
- 1941 Progetto edificio "Sabbiature", Grado
- 1946 Inizio lavori colmata San Vito e progettazione tipologie abitative da inserire nella zona bonificata, Grado
- 1946 Inizio lavori risanamento centro storico, Grado
- 1946 Progetto bonifica zone denominate Sacca e Rotta, Grado
- 1946 Progetto prolungamento Canale della Schiusa, Grado
- 1955 Progetto villino Mizzon, Grado
- 1955 Inizio lavori colmata zone denominate Sacca e Schiusa, Grado
- 1955 Progetto ricostruzione integrale Mausoleo Candia (con Giovanni Brusin), Aquileia
- 1956 Progetto Casa Ballon, Grado
- 1957 Progetto Condominio Martini, Grado
- 1958 Progetto villino Magone, Grado
- 1958 Piano Regolatore Comune di Grado (con l'ing.Dino Tamburini), Grado
- 1959 Progetto Ponte di collegamento tra Grado e l'Isola della Schiusa (ex ponte verde, oggi demolito), Grado
- 1959 Progetto Scuola Elementare rione Isola della Schiusa (con l'ing. Dino Tamburini), Grado
- 1961 Progetto cabine poligonali spiaggia, Grado
- 1964 Progetto restauro campanile Duomo, Grado

## Onorificenze
- 1925 Ispettore Onorario del Ministero della Pubblica Istruzione -  Direzione Generale per le Belle Arti (qualifica valida per l'intero circondario di Monfalcone, rinnovata fino al 1965)
- 1964 Conferimento Medaglia d'argento e Diploma di benemerenza del Presidente della Repubblica per i suoi alti meriti in campo culturale.[6].
- 1964 Iscrizione all'Albo d'Oro degli Architetti